# Sariwŏn
Sariwŏn (prononcé : /sa.ɾi.wʌn/) est une ville nord-coréenne, chef-lieu de la province du Hwanghae du Nord.

## Économie
Sariwŏn abrite de nombreuses industries légères agroalimentaire, de transformation des produits issus de la plaine de Chaeryong où la ville s'est développée. Plusieurs universités, spécialisées dans la recherche en agriculture, sont implantées à Sariwŏn.

## Histoire

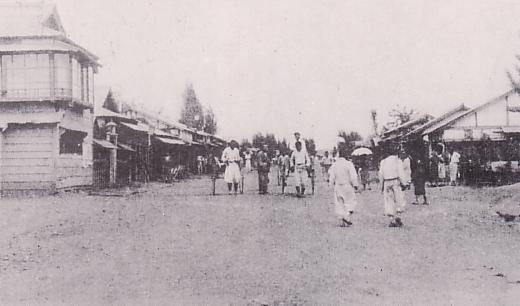
Vue de Sariwon pendant la colonisation japonaise

La ville a connu un rapide essor après 1906, en tant que centre ferroviaire sur la ligne Séoul-Sinŭiju. Elle a été détruite à 95 % par les Américains pendant la guerre de Corée.
Lors de la contre-offensive des troupes des Nations unies durant la guerre de Corée, Sariwon est conquise le 17 octobre 1950 à l'issue de la bataille de Sariwon (en) au cours de laquelle 1 soldat britannique et 215 soldats nord-coréens sont tués.

## Géographie

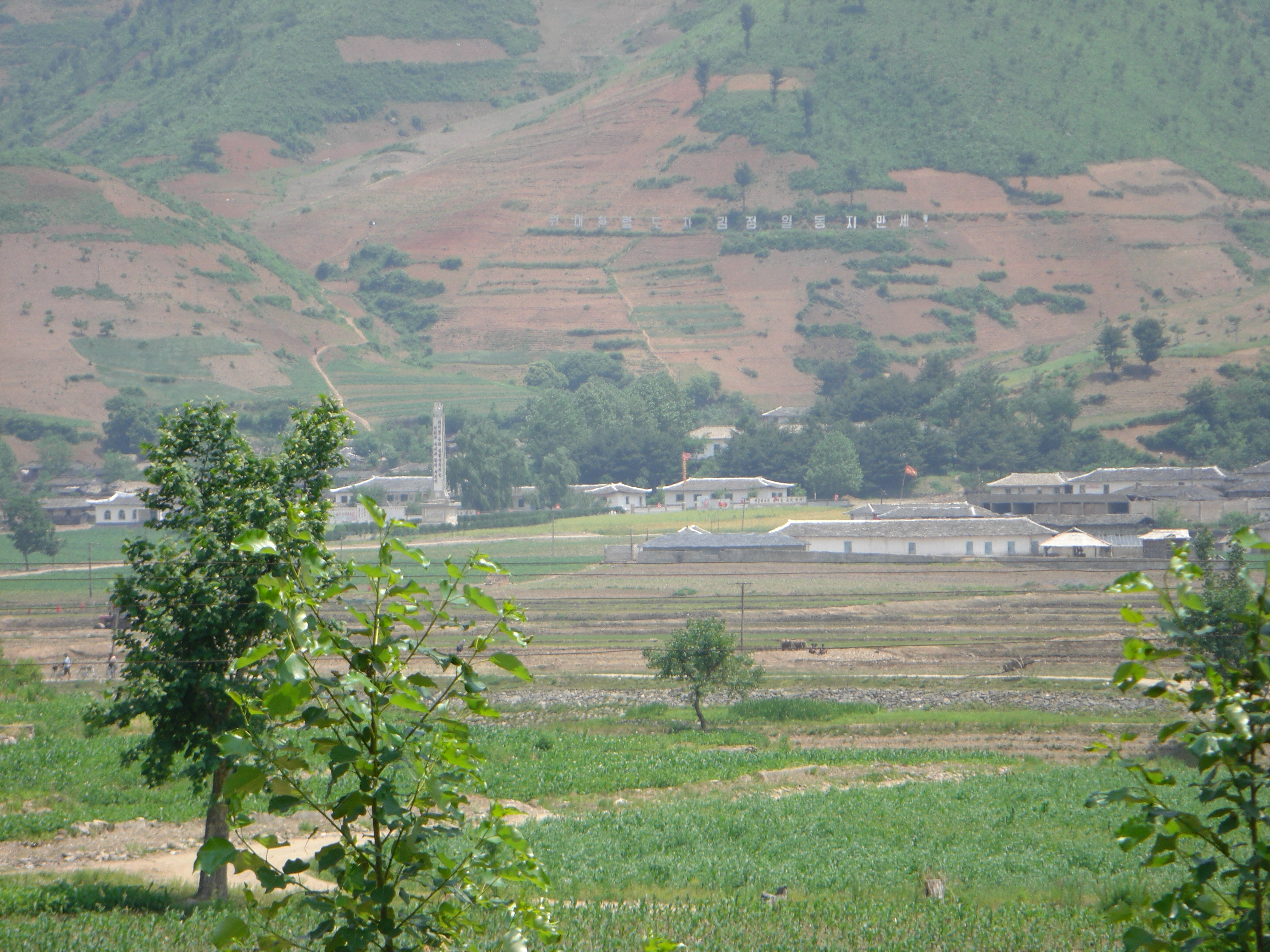
La ferme Migok à Sariwon

D'après le recensement de 2008, Sariwŏn compte près de 310 000 habitants. Sa juridiction s'étend sur trente-et-un quartiers (dong) et neuf villages (ri) :
- Cholsan-dong (철산동)
- Kuchon-dong (1-4, 구천동)
- Kwangsong-dong (광성동)
- Kyongam-dong (경암동)
- Mangum-dong (만금동)
- Osu-dong (어수동)
- Puk-dong (1-4, 북동)
- Sangha-dong (상하동)
- Sangmae-dong (1-2, 상매동)
- Sanop-dong (산업동)
- Sinhung-dong (1-2, 신흥동)
- Sori-dong (서리동)
- Taesong-dong (대성동)
- Sinchang-dong (신창동)
- Sinyang-dong (신양동)
- Songmun-dong (성문동)
- Tong-dong (1-2,동동)
- Torim-dong (도림동)
- Unbyol-dong (은별동)
- Unha-dong (1-2, 운하동)
- Wonju-dong (원주동)
- Chongbang-ri (정방리)
- Haeso-ri (해서리)
- Kuryong-ri (구룡리)
- Migok-ri (미곡리)
- Munhyon-ri (문현리)
- Pongui-ri (봉의리)
- Songsan-ri (성산리)
- Sonjong-ri (선정리)
- Taeryong-ri (대룡리)

## Monuments

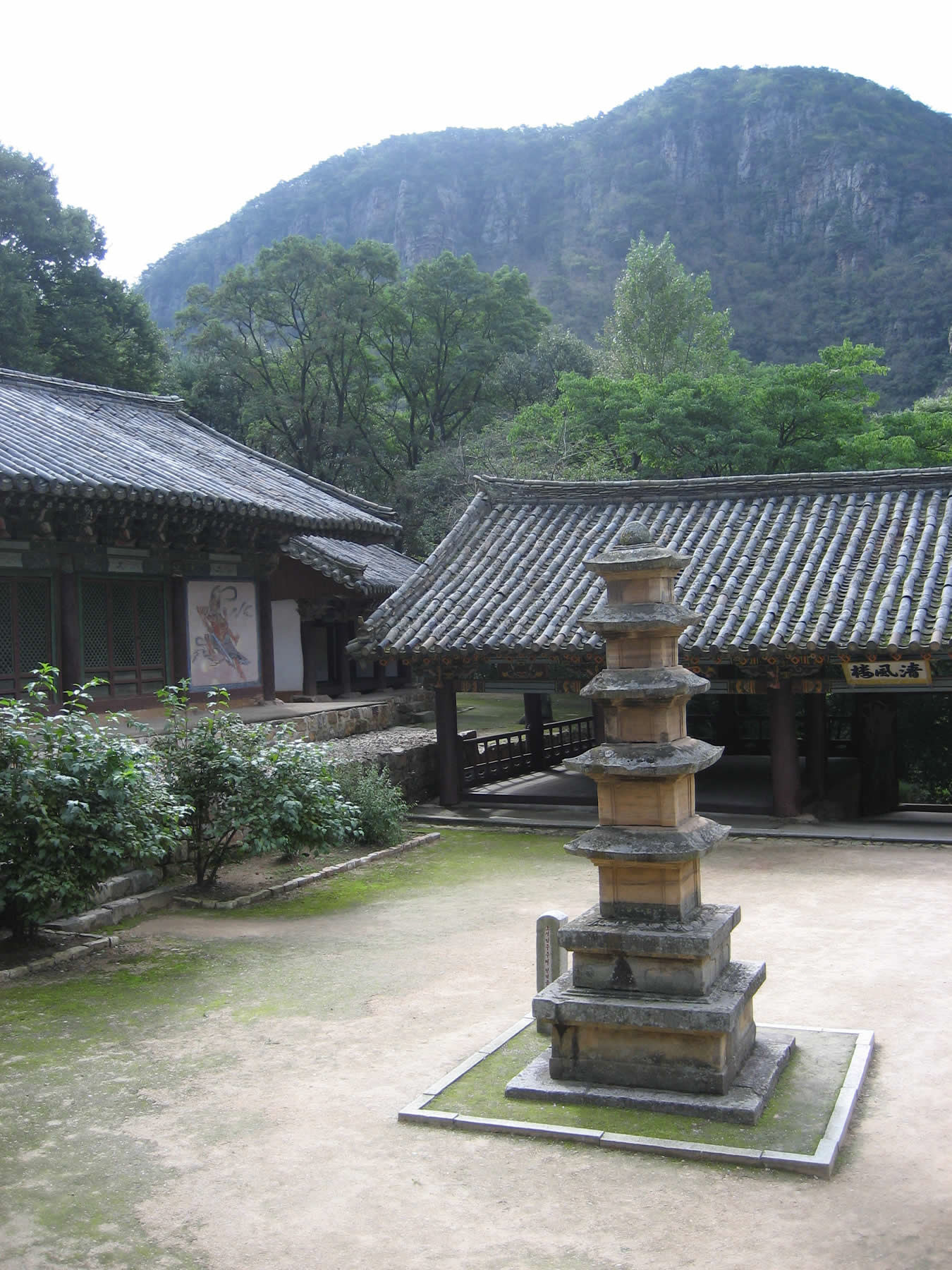
Le temple Songbul et sa pagode à cinq niveaux

Sariwon compte plusieurs monuments intéressants et fait partie de la plupart des circuits touristiques :
- Songbulsa est un temple bouddhiste fondé en 898. Il abrite les plus vieilles constructions en bois du nord de la Corée, le pavillon Ungjin de 1327 et le pavillon du paradis de 1374. Il a été classé trésor national no 87.

- La forteresse du mont Jongbang (nos 88 et 89) a été initialement construite par le royaume de Koguryo (-37 à 668) pour protéger Pyongyang, sa capitale. Reconstruite en 1632, elle est formée par une muraille haute de six mètres et longue de douze kilomètres. Elle est ouverte par quatre portes, celle du sud étant la mieux conservée. À l'intérieur se trouvent les ruines de bâtiments tels que l'arsenal, le poste de commandement, les entrepôts et les baraquements.

- Le pavillon de Kyongam (Modèle:Néro) est un pavillon construit sous la dynastie Joseon. En 1917, il a été déplacé depuis l'arrondissement de Pongsan à son emplacement actuel au pied du mont Kyongam (140 m d'altitude) près du centre ville. Détruit pendant la guerre de Corée, il a été restauré en 1954-55.

- Le monument du commandeur Kim Song-op (no 90) à Songmun-dong est le cinquième trésor national de Sariwŏn.

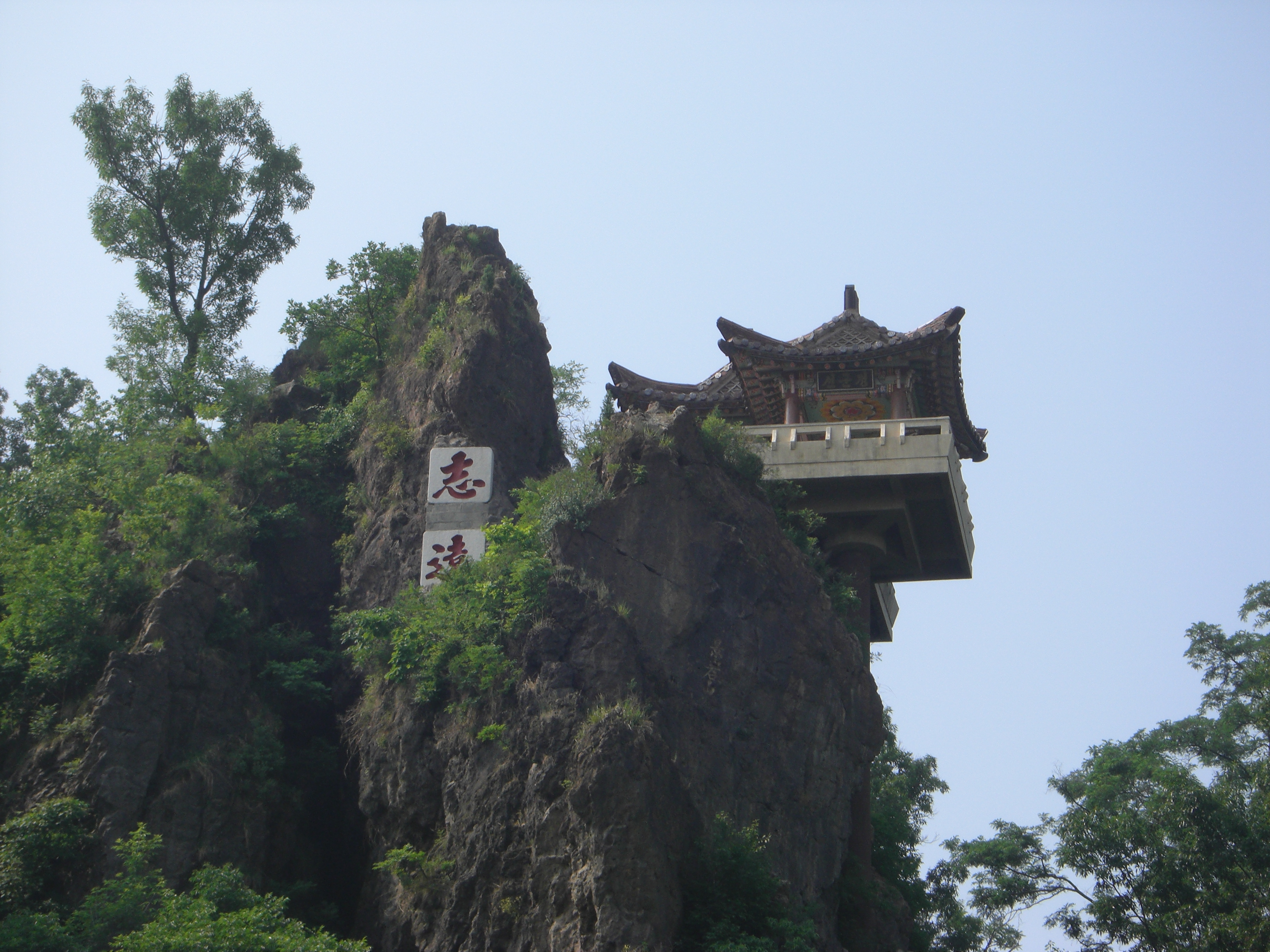
Le pavillon Songun au sommet du mont Kyongam

- Le village folklorique de Sariwŏn est ouvert en 2008 à la suite de la rénovation d'un parc fondé en 1966[5]. Sa rue principale est composée de restaurants dont les différentes toitures reproduisent les styles architecturaux des époques passées. Il est situé au cœur de la ville, au pied du mont Kyongam qui est coiffé par le pavillon Songun qui sert de belvédère. Il comprend également des reproductions des principaux monuments historiques du pays et une aire de jeux qui offre la possibilité de pratiquer les jeux traditionnels[6].

- Le musée d'histoire de Sariwŏn se trouve dans l'avenue folklorique et compte dix salles. La première est consacrée à la préhistoire et présente les vestiges paléolithiques trouvés dans la grotte de Chongphadae à Hwangju ainsi que la maquette d'une hutte partiellement souterraine du néolithique antérieur retrouvée à Jithap (Pongsan). Les autres salles présentent des objets en bronze et des poignards de la Corée antique, du royaume de Koguryo, des céladons du Goryeo. La période Joseon est notamment représentée par des armes trouvées dans la forteresse du mont Jangbang et montre aussi la lutte face aux Japonais pendant la guerre Imjin et le combat des paysans de Rim Kok-jong face au gouvernement féodal. La salle consacrée à l'époque contemporaine (1850-1926) montre la colonisation du pays par les agresseurs étrangers et la lutte pour la défense du pays[7].

## Transports
Il existe une ligne de trolleybus et les chemins de fer d'état.

## Jumelage
- Pakistan : Lahore
- Hongrie : Székesfehérvár